# Metonymi
Metonymi (af græsk metonymia 'navneombytning', af meta- og onyma, variant af onoma 'navn') er en stilfigur, hvor man erstatter et udtryk med et andet fra samme generelle betydningsområde. I metonymi er der en konkret sammenhæng i tid, sted eller årsag-virkning mellem det anvendte begreb og det, som det metonymisk betegner, modsat f.eks. symbol og metafor. Metonymi bruges ofte i hverdagssproget uden at man tænker nærmere over det.

## Eksempler
- "At læse Goethe" i betydningen "at læse Goethes værker".
- "Christiansborg" i betydningen "folketinget".
- At "svede" i betydningen "arbejde hårdt".
- "Pressen" om "de trykte aviser" eller "nyhedsmedierne" (egentlig trykpressen)
- At invitere til "middag" i betydningen "varm mad" (som en gang spistes ved middagstid)
- "Jakkesættene gik over vejen" i betydningen "Mændene i jakkesæt gik over vejen"
- "Gi'r du en kop?" i betydningen "Gi'r du en kop kaffe/te?".
- "Gryden koger" i betydningen af "Vandet i gryden koger".
- "Violinen er blevet syg" i betydningen "Violinisten er blevet syg".